# PS-90
PS-90 är en mobil spaningsradar som är placerad på en terrängbil 45 och tillhör Saab Microwave Systems Giraffe-familj. Radarantennen sitter på en 13 meter hög uppfällbar mast vilket gör det möjligt att enkelt hitta grupperingsplatser även i terräng med högre vegetation. I radarhyddan bak på lastbilen finns fyra operatörsplatser. PS 90 kan upptäcka luftfarkoster på maximalt 50 km avstånd och upp till ungefär 10 km höjd. PS-90 kan automatiskt fånga upp till 15 mål och automatiskt följa upp till 20 mål. Information på de mål som följs kan sändas till luftvärnets eldenheter och till luftvärnets ledningsenheter. Från början var radarsystemet avsett som spaningsradar för Robotsystem 90.

## PS-902
PS-902 var modifierad för att vara optimerad mot sjömål. Användes av mätplutonerna i Tungt kustrobotbatteri 90. Endast ett förband av den typen satte upp av Karlskrona kustartilleriregemente under åren 1995 till 2000. Måldata överfördes antingen via radio eller tråd. Trots dessa egna resurser för inmätning av sjömål så prioriterades extern måldata i första hand för att inte röja förbandet.